# Holgate (Stati Uniti d'America)
Holgate è un villaggio degli Stati Uniti d'America, situato nello stato dell'Ohio, nella contea di Henry.